# Wołodymyr Bidiowka
Wołodymyr Anatolijowycz Bidiowka (ukr. Володимир Анатолійович Бідьовка; ur. 7 marca 1981 w Makiejewce) – ukraiński polityk, samorządowiec i separatysta, przewodniczący parlamentu Donieckiej Republiki Ludowej od 19 listopada 2018.

## Życiorys
W 2003 ukończył studia historyczne na Donieckim Uniwersytecie Narodowym. Działał w Komunistycznej Partii Ukrainy, w 2006 bez powodzenia kandydował z jej ramienia do parlamentu. Był asystentem deputowanego partii, sprawował także funkcję sekretarza donieckiego oddziału partii i redaktora naczelnego powiązanej z nią gazety. W 2010 uzyskał mandat w radzie regionalnej w Doniecku, a w 2012 – w Radzie Najwyższej Ukrainy. W 2013 koordynował akcję protestacyjną przeciw wydobyciu gazu z łupków w Donbasie. W 2014 zaangażował się w wystąpienia separatystów w Donbasie. Nie uzyskał reelekcji do ukraińskiego parlamentu, natomiast w listopadzie 2014 skutecznie kandydował do Sowietu Ludowego Donieckiej Republiki Ludowej. Został członkiem partii „Doniecka Republika”. W 2018 uzyskał reelekcję, a 20 listopada został wybrany nowym przewodniczącym parlamentu (uzyskując 98 głosów wśród 100 deputowanych).